# Top 16 2006/07
Die Top 16 2006/07 war die 27. französische Mannschaftsmeisterschaft im Schach.
Meister wurde der Club de Clichy-Echecs-92, während der Titelverteidiger Paris Chess Club (im Vorjahr noch Paris NAO) als 13. absteigen musste. Aus der Nationale II waren der Club de Vandœuvre-Echecs, der Club de Marseille Echecs, der Club de Chess 15 Paris und der Club d’Echecs Metz Fischer aufgestiegen. Rein sportlich wäre Marseille zusammen mit dem Paris Chess Club, dem Club de Cavalier Bleu Drancy und dem Club de Thomas Bourgneuf Créteil abgestiegen, da jedoch der Club de Chess 15 seine Mannschaft zurückzog und der Paris Chess Club als bestplatzierter Absteiger ebenfalls verzichtete, erreichte Marseille noch den Klassenerhalt.
Zu den gemeldeten Mannschaftskadern siehe Mannschaftskader der Top 16 2006/07.

## Modus
Das Turnier war unterteilt in eine Vorrunde und eine Endrunde. Die 16 teilnehmenden Mannschaften wurden in zwei Achtergruppen (Poule A und Poule B) eingeteilt und spielten in diesen ein einfaches Rundenturnier. Die ersten Vier beider Gruppen spielten im Poule Haute, die letzten vier im Poule Basse gegen den Abstieg. Mannschaften, die bereits in der Vorrunden aufeinandertrafen, spielten in der Endrunde nicht erneut gegeneinander. Über die Platzierung entschied zunächst die Summe der in Vorrunde und Endrunde erzielten Mannschaftspunkte (3 Punkte für einen Sieg, 2 Punkte für ein Unentschieden, 1 Punkt für eine Niederlage, 0 Punkte für eine kampflose Niederlage), anschließend in der Vorrunde die Differenz zwischen Gewinn- und Verlustpartien und letztendlich die Zahl der Gewinnpartien. In den Endrunden entschied zunächst der direkte Vergleich, danach die Differenz zwischen Gewinn- und Verlustpartien (wobei Wettkämpfe zwischen Teilnehmern des Poule Haute und des Poule Basse nicht berücksichtigt wurden).
Die Mannschaftsstärke war zu dieser Saison von 9 auf 8 Bretter reduziert worden.

## Spieltermine
Die Wettkämpfe wurden ausgetragen vom 9. bis 11. Februar, vom 28. April bis 1. Mai und vom 31. Mai bis 3. Juni 2007. Im Poule A wurden in den ersten drei Runden je zwei Wettkämpfe in Marseille und Vandœuvre-lès-Nancy gespielt, während die vierte bis siebte Runde zentral in Gonfreville-l’Orcher ausgerichtet wurde. Im Poule B wurden in den ersten drei Runden je zwei Wettkämpfe in Châlons-en-Champagne und Metz gespielt, während die vierte bis siebte Runde zentral in Montpellier durchgeführt wurden. Sämtliche Wettkämpfe des Poule Haute und des Poule Basse fanden in Clichy statt.

## Vorrunde

### Gruppeneinteilung
Die 16 Mannschaften wurden wie folgt in die zwei Vorrunden eingeteilt:
| Poule A                                | Poule B                            |
| -------------------------------------- | ---------------------------------- |
| Paris Chess Club (1)                   | Club de Clichy-Echecs-92 (3)       |
| Club de Bischwiller (5)                | Évry Grand Roque (4)               |
| Club de Orcher la Tour Gonfreville (7) | Club de Mulhouse Philidor (8)      |
| Association Cannes-Echecs (10)         | Club de Montpellier Echecs (9)     |
| Club de La Tour Sarrazine Antibes (11) | Club de Cavalier Bleu Drancy (12)  |
| Club de Thomas Bourgneuf Créteil (15)  | Cercle d’Echecs de Strasbourg (14) |
| Club de Vandœuvre-Echecs (A)           | Club de Chess 15 Paris (A)         |
| Club de Marseille Echecs (A)           | Club d’Echecs Metz Fischer (A)     |

Anmerkung: Die Vorjahresplatzierung wird eingeklammert angegeben, bei den Aufsteigern ist stattdessen ein „A“ angegeben.

### Poule A
Während Cannes und Gonfreville sich schon vorzeitig die Plätze im Poule Haute gesichert hatten, qualifizierten sich Antibes und Bischwiller erst in der letzten Runde.

#### Abschlusstabelle
| Pl. | Verein                             | Sp | G | U | V | MP | Brett-P. |
| --- | ---------------------------------- | -- | - | - | - | -- | -------- |
| 01. | Association Cannes-Echecs          | 7  | 7 | 0 | 0 | 21 | 25:4     |
| 02. | Club de Orcher la Tour Gonfreville | 7  | 5 | 1 | 1 | 18 | 22:9     |
| 03. | Club de La Tour Sarrazine Antibes  | 7  | 3 | 2 | 2 | 15 | 20:15    |
| 04. | Club de Bischwiller                | 7  | 3 | 1 | 3 | 14 | 15:14    |
| 05. | Paris Chess Club (M)               | 7  | 2 | 2 | 3 | 13 | 16:15    |
| 06. | Club de Vandœuvre-Echecs (N)       | 7  | 3 | 0 | 4 | 13 | 13:17    |
| 07. | Club de Marseille Echecs (N)       | 7  | 2 | 0 | 5 | 11 | 13:17    |
| 08. | Club de Thomas Bourgneuf Créteil   | 7  | 0 | 0 | 7 | 7  | 7:40     |

#### Entscheidungen
|     | Teilnehmer am Poule Haute: Association Cannes-Echecs, Club de Orcher la Tour Gonfreville, Club de La Tour Sarrazine Antibes, Club de Bischwiller |
|     | Teilnehmer am Poule Basse: Paris Chess Club, Club de Vandœuvre-Echecs, Club de Marseille Echecs, Club de Thomas Bourgneuf Créteil                |
| (M) | Meister der letzten Saison |
| (N) | Aufsteiger der letzten Saison |

#### Kreuztabelle
| Ergebnisse | Ergebnisse                         | 01. | 02. | 03. | 04. | 05. | 06. | 07. | 08. |
| ---------- | ---------------------------------- | --- | --- | --- | --- | --- | --- | --- | --- |
| 01.        | Association Cannes-Echecs          |     | 3:1 | 3:0 | 3:0 | 3:1 | 2:0 | 5:0 | 6:2 |
| 02.        | Club de Orcher la Tour Gonfreville | 1:3 |     | 3:3 | 2:1 | 3:1 | 4:0 | 2:1 | 7:0 |
| 03.        | Club de La Tour Sarrazine Antibes  | 0:3 | 3:3 |     | 2:4 | 2:2 | 3:1 | 3:1 | 7:1 |
| 04.        | Club de Bischwiller                | 0:3 | 1:2 | 4:2 |     | 2:2 | 3:1 | 0:4 | 5:0 |
| 05.        | Paris Chess Club                   | 1:3 | 1:3 | 2:2 | 2:2 |     | 1:3 | 3:1 | 6:1 |
| 06.        | Club de Vandœuvre-Echecs           | 0:2 | 0:4 | 1:3 | 1:3 | 3:1 |     | 4:1 | 4:3 |
| 07.        | Club de Marseille Echecs           | 0:5 | 1:2 | 1:3 | 4:0 | 1:3 | 1:4 |     | 5:0 |
| 08.        | Club de Thomas Bourgneuf Créteil   | 2:6 | 0:7 | 1:7 | 0:5 | 1:6 | 3:4 | 0:5 |     |

### Poule B
In der zweiten Gruppe standen der Club de Chess 15, Clichy und Mulhouse schon vor der letzten Runde als Teilnehmer am Poule Haute fest, den vierten Platz sicherte sich Évry durch einen Sieg gegen den direkten Konkurrenten Montpellier.

#### Abschlusstabelle
| Pl. | Verein                         | Sp | G | U | V | MP | Brett-P. |
| --- | ------------------------------ | -- | - | - | - | -- | -------- |
| 01. | Club de Chess 15 Paris (N)     | 7  | 6 | 1 | 0 | 20 | 31:1     |
| 02. | Club de Clichy-Echecs-92       | 7  | 6 | 1 | 0 | 20 | 26:2     |
| 03. | Club de Mulhouse Philidor      | 7  | 5 | 0 | 2 | 17 | 21:11    |
| 04. | Évry Grand Roque               | 7  | 3 | 1 | 3 | 14 | 14:17    |
| 05. | Club de Montpellier Echecs     | 7  | 2 | 0 | 5 | 11 | 12:20    |
| 06. | Cercle d’Echecs de Strasbourg  | 7  | 1 | 2 | 4 | 11 | 7:19     |
| 07. | Club de Cavalier Bleu Drancy   | 7  | 1 | 1 | 5 | 10 | 5:25     |
| 08. | Club d’Echecs Metz Fischer (N) | 7  | 1 | 0 | 6 | 9  | 8:29     |

#### Entscheidungen
|     | Teilnehmer am Poule Haute: Club de Chess 15 Paris, Club de Clichy-Echecs-92, Club de Mulhouse Philidor, Évry Grand Roque                       |
|     | Teilnehmer am Poule Basse: Club de Montpellier Echecs, Cercle d’Echecs de Strasbourg, Club de Cavalier Bleu Drancy, Club d’Echecs Metz Fischer |
| (N) | Aufsteiger der letzten Saison |

#### Kreuztabelle
| Ergebnisse | Ergebnisse                    | 01. | 02. | 03. | 04. | 05. | 06. | 07. | 08. |
| ---------- | ----------------------------- | --- | --- | --- | --- | --- | --- | --- | --- |
| 01.        | Club de Chess 15 Paris        |     | 1:1 | 3:0 | 6:0 | 4:0 | 3:0 | 6:0 | 8:0 |
| 02.        | Club de Clichy-Echecs-92      | 1:1 |     | 3:1 | 3:0 | 5:0 | 4:0 | 5:0 | 5:0 |
| 03.        | Club de Mulhouse Philidor     | 0:3 | 1:3 |     | 3:2 | 4:0 | 4:1 | 4:1 | 5:1 |
| 04.        | Évry Grand Roque              | 0:6 | 0:3 | 2:3 |     | 4:2 | 2:2 | 3:0 | 3:1 |
| 05.        | Club de Montpellier Echecs    | 0:4 | 0:5 | 0:4 | 2:4 |     | 4:1 | 1:2 | 5:0 |
| 06.        | Cercle d’Echecs de Strasbourg | 0:3 | 0:4 | 1:4 | 2:2 | 1:4 |     | 1:1 | 2:1 |
| 07.        | Club de Cavalier Bleu Drancy  | 0:6 | 0:5 | 1:4 | 0:3 | 2:1 | 1:1 |     | 1:5 |
| 08.        | Club d’Echecs Metz Fischer    | 0:8 | 0:5 | 1:5 | 1:3 | 0:5 | 1:2 | 5:1 |     |

## Endrunde

### Poule Haute
Cannes war mit 7 Siegen in den Poule Haute gestartet, der Club de Chess 15 und Clichy mit je 6 Siegen und einem Unentschieden im direkten Vergleich. Da Clichy Cannes besiegte, diese aber wiederum den Club de Chess 15 bezwangen und ansonsten die Titelanwärter alle Wettkämpfe gewannen, wurde Clichy neuer Meister.

#### Abschlusstabelle
| Pl. | Verein                             | Sp | G  | U | V | MP | Brett-P. |
| --- | ---------------------------------- | -- | -- | - | - | -- | -------- |
| 01. | Club de Clichy-Echecs-92           | 11 | 10 | 1 | 0 | 32 | 40:4     |
| 02. | Association Cannes-Echecs          | 11 | 10 | 0 | 1 | 31 | 39:12    |
| 03. | Club de Chess 15 Paris (N)         | 11 | 9  | 1 | 1 | 30 | 44:11    |
| 04. | Club de Orcher la Tour Gonfreville | 11 | 7  | 1 | 3 | 26 | 30:17    |
| 05. | Club de La Tour Sarrazine Antibes  | 11 | 5  | 2 | 4 | 23 | 31:25    |
| 06. | Club de Mulhouse Philidor          | 11 | 5  | 0 | 6 | 21 | 25:25    |
| 07. | Évry Grand Roque                   | 11 | 4  | 1 | 6 | 20 | 8:25     |
| 08. | Club de Bischwiller                | 11 | 4  | 1 | 6 | 20 | 11:18    |

#### Entscheidungen
|     | Französischer Meister: Club de Clichy-Echecs-92                             |
|     | Absteiger in die Nationale I: Club de Chess 15 Paris (freiwilliger Rückzug) |
| (N) | Aufsteiger der letzten Saison                                               |

#### Kreuztabelle
| Ergebnisse | Ergebnisse                         | 01. | 02. | 03. | 04. | 05. | 06. | 07. | 08. |
| ---------- | ---------------------------------- | --- | --- | --- | --- | --- | --- | --- | --- |
| 01.        | Club de Clichy-Echecs-92           |     | 4:0 |     | 2:0 | 4:2 |     |     | 4:0 |
| 02.        | Association Cannes-Echecs          | 0:4 |     | 5:0 |     |     | 4:3 | 5:1 |     |
| 03.        | Club de Chess 15 Paris             |     | 0:5 |     | 5:1 | 4:2 |     |     | 4:2 |
| 04.        | Club de Orcher la Tour Gonfreville | 0:2 |     | 1:5 |     |     | 3:0 | 4:1 |     |
| 05.        | Club de La Tour Sarrazine Antibes  | 2:4 |     | 2:4 |     |     | 4:0 | 3:2 |     |
| 06.        | Club de Mulhouse Philidor          |     | 3:4 |     | 0:3 | 0:4 |     |     | 1:3 |
| 07.        | Évry Grand Roque                   |     | 1:5 |     | 1:4 | 2:3 |     |     | 2:1 |
| 08.        | Club de Bischwiller                | 0:4 |     | 2:4 |     |     | 3:1 | 1:2 |     |

### Poule Basse
Vor der letzten Runde hatten Montpellier und Vandœuvre den Klassenerhalt gesichert, während Créteil bereits als Absteiger feststand und die übrigen fünf Mannschaften um den Klassenerhalt kämpften. Rein sportlich hatten Marseille und Drancy durch ein Unentschieden im direkten Vergleich sowie der Paris Chess Club durch eine Niederlage gegen Strasbourg das Nachsehen, da jedoch der Club de Chess 15 seine Mannschaft zurückzog und auch der Paris Chess Club als bester Absteiger verzichtete, erreichte Marseille noch den Klassenerhalt.

#### Abschlusstabelle
| Pl. | Verein                           | Sp | G | U | V  | MP | Brett-P. |
| --- | -------------------------------- | -- | - | - | -- | -- | -------- |
| 09. | Club de Montpellier Echecs       | 11 | 6 | 0 | 5  | 23 | 23:21    |
| 10. | Club de Vandœuvre-Echecs (N)     | 11 | 5 | 1 | 5  | 22 | 23:23    |
| 11. | Club d’Echecs Metz Fischer (N)   | 11 | 4 | 1 | 6  | 20 | 21:37    |
| 12. | Cercle d’Echecs de Strasbourg    | 11 | 3 | 2 | 6  | 19 | 13:13    |
| 13. | Paris Chess Club (M)             | 11 | 3 | 2 | 6  | 19 | 16:13    |
| 14. | Club de Marseille Echecs (N)     | 11 | 3 | 1 | 7  | 18 | 19:25    |
| 15. | Club de Cavalier Bleu Drancy     | 11 | 2 | 2 | 7  | 17 | 11:36    |
| 16. | Club de Thomas Bourgneuf Créteil | 11 | 0 | 0 | 11 | 11 | 12:57    |

#### Entscheidungen
|     | Absteiger in die Nationale I: Paris Chess Club, Club de Cavalier Bleu Drancy, Club de Thomas Bourgneuf Créteil |
| (M) | Meister der letzten Saison                                                                                     |
| (N) | Aufsteiger der letzten Saison                                                                                  |

#### Kreuztabelle
| Ergebnisse | Ergebnisse                       | 09. | 10. | 11. | 12. | 13. | 14. | 15. | 16. |
| ---------- | -------------------------------- | --- | --- | --- | --- | --- | --- | --- | --- |
| 09.        | Club de Montpellier Echecs       |     | 2:0 |     |     | 3:1 | 1:0 |     | 5:0 |
| 10.        | Club de Vandœuvre-Echecs         | 0:2 |     | 2:2 | 3:2 |     |     | 5:0 |     |
| 11.        | Club d’Echecs Metz Fischer       |     | 2:2 |     |     | 3:2 | 4:2 |     | 4:2 |
| 12.        | Cercle d’Echecs de Strasbourg    |     | 2:3 |     |     | 2:0 | 1:2 |     | 4:2 |
| 13.        | Paris Chess Club                 | 1:3 |     | 2:3 | 0:2 |     |     | 3:0 |     |
| 14.        | Club de Marseille Echecs         | 0:1 |     | 2:4 | 2:1 |     |     | 2:2 |     |
| 15.        | Club de Cavalier Bleu Drancy     |     | 0:5 |     |     | 0:3 | 2:2 |     | 4:1 |
| 16.        | Club de Thomas Bourgneuf Créteil | 0:5 |     | 2:4 | 2:4 |     |     | 1:4 |     |

## Die Meistermannschaft
| 1.            | Club de Clichy-Echecs-92 |
| Schachfiguren | Dmitri Jakowenko, Liviu-Dieter Nisipeanu, Laurent Fressinet, Pawel Tregubow, Yannick Pelletier, Manuel Apicella, Romain Édouard, Sophie Milliet, Arkadij Naiditsch, Alberto David, Almira Scripcenco. |